# Cunard Princess
Die Cunard Princess war ein Kreuzfahrtschiff der Cunard Line. Es wurde im Jahr 1975 ursprünglich als Cunard Conquest in Dienst gestellt. 2022 wurde es nach vierjährigem Aufliegen in Aliağa verschrottet.

## Geschichte
Die Cunard Countess entstand zwischen 1974 und 1975 auf der Werft Burmeister & Wain in Kopenhagen und wurde nach der Fertigstellung von der Cunard Line als Cunard Conquest in Dienst gestellt. Nach einem Umbau 1977 wurde das Schiff in Cunard Princess umbenannt.

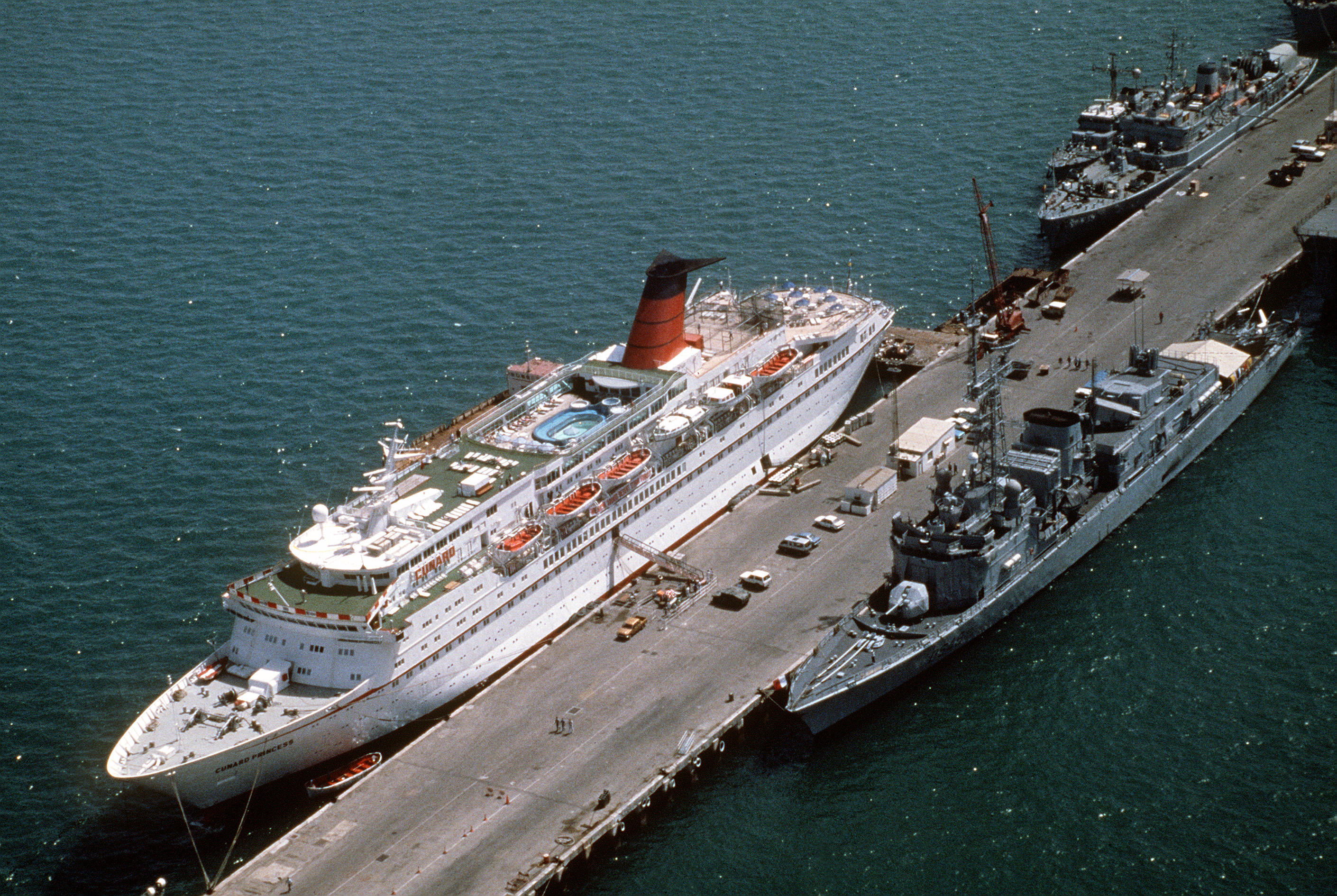
Als Cunard Princess 1991

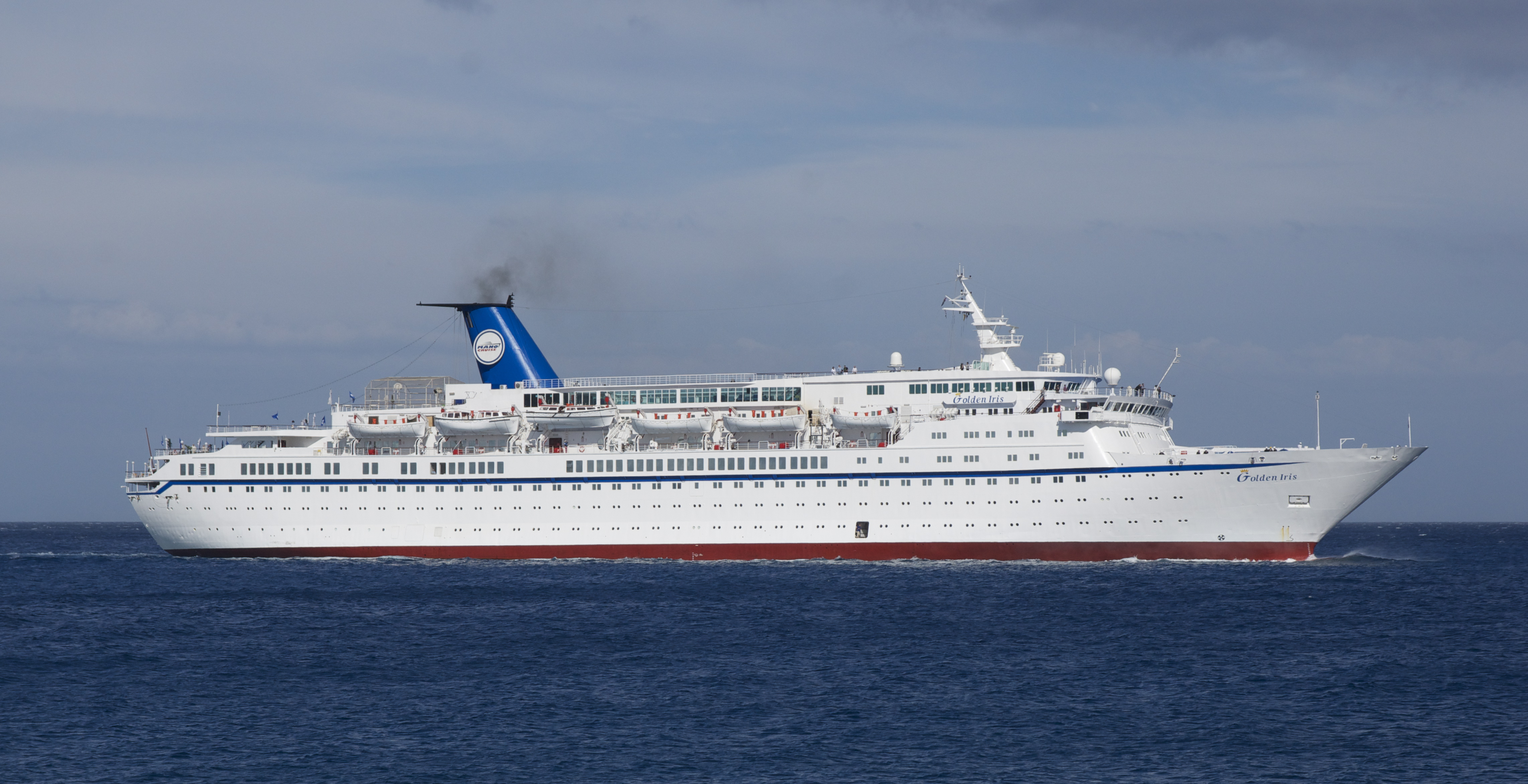
Die Golden Iris im Jahr 2011

Während des Golfkrieges wurde das Schiff vom Armed Forces Recreation Center der Vereinigten Staaten gechartert. Am 24. Dezember 1990 traf es in Bahrain ein und wurde von im Golfkrieg eingesetzten US-amerikanischen Soldaten zur Entspannung und Erholung genutzt.
Ab dem 19. Oktober 1991 fuhr das Schiff wieder für die Cunard Line. 1995 wurde es an StarLauro Cruises verkauft, die Reederei, die heute als MSC Crociere bekannt ist. Für StarLauro Cruises war das Schiff Ersatz für die durch einen Brand völlig zerstörte und gesunkene Achille Lauro. StarLauro Cruises setzte das Schiff als Rhapsody ein. Das Schiff wurde am 9. April 2009 an Mano Maritime verkauft und in Golden Iris umbenannt.
Im Jahr 2018 wurde das Schiff außer Betrieb genommen und aufgelegt. Im November 2021 erhielt das Schiff den neuen Namen Gold Club. Im Juli 2022 ging die Gold Club als Old Club zur Verschrottung in die Türkei. Dort wurde es am 11. Juli bei den Abwrackwerften von Aliağa zur Verschrottung gestrandet.

## Technische Daten
Das Schiff wurde von vier Siebenzylinder-Dieselmotoren des Herstellers B&W angetrieben. Die Motoren verfügten jeweils über eine Leistung von 3861 kW und trieben zwei Verstellpropeller an.
Für die Stromversorgung standen insgesamt fünf Dieselgeneratoren zur Verfügung. Vier der Generatoren verfügten über eine Scheinleistung von 1.575 kVA, der fünfte über eine Scheinleistung von 312,5 kVA.

## Sonstiges
Schwesterschiff war die als Cunard Countess gebaute Ocean Countess, die im Jahr 2013 Chalkida ausbrannte und im folgenden Jahr in Aliağa verschrottet wurde.